# Ventaja de salida en ajedrez

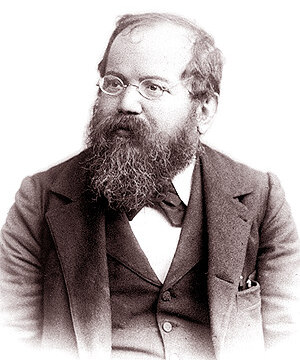
Wilhelm Steinitz, quien en 1889 afirmó que el ajedrez es tablas con el mejor juego.

La ventaja de salida en ajedrez se refiere la ventaja inherente del jugador (llamado «las blancas» o el «blanco») que hace la primera jugada en el ajedrez. Los jugadores de ajedrez y los teóricos del juego por lo general están de acuerdo con que las blancas empiezan la partida con alguna ventaja. Estadísticas compiladas desde 1851 apoyan este punto de vista, mostrando que las blancas consistentemente ganan con una frecuencia algo mayor que las negras, generalmente logrando entre el 52 y 56% de los puntos. El porcentaje es similar para partidas de torneo entre humanos y partidas entre computadoras. Sin embargo, la ventaja de las blancas es menor en partidas de ajedrez rápido y en juegos entre humanos no expertos.
Los jugadores y estudiosos del ajedrez han debatido por mucho tiempo si, dado un juego perfecto por ambos bandos, la partida debería terminar en una victoria para las blancas o en un empate. Desde al menos 1889, cuando el campeón mundial Wilhelm Steinitz trató el tema, el consenso mayoritario es que con un juego perfecto la partida debe acabar en tablas. Sin embargo, algunos jugadores destacados han alegado que la ventaja de las blancas debe ser suficiente para ganar: Weaver Adams y Vsevolod Rauzer afirmaron que las blancas deben ganar luego de hacer como primera movida 1.e4, mientras que Hans Berliner opinaba que tras 1.d4 las blancas deben ganar. Se puede imaginar que las computadoras terminarán por resolver el debate al determinar el resultado de una partida de ajedrez perfectamente jugada.
Algunos jugadores, incluyendo campeones mundiales como José Raúl Capablanca, Emanuel Lasker y Bobby Fischer, expresaron temores de «una muerte por tablas» conforme se analizaba más profundamente el juego. Para disminuir este riesgo, Capablanca y Fischer propusieron en su momento variantes del ajedrez para renovar el interés en el juego, mientras que Lasker sugirió cambiar la manera de asignar puntaje a los empates y a los mates ahogados.
Desde 1988, los teóricos del ajedrez han desafiado opiniones hasta ese entonces bien establecidas sobre la ventaja de las blancas. El gran maestro (GM) András Adorján escribió una serie de exitosos libros con el tema «¡Las negras están bien!», sosteniendo que la percepción general de que las blancas tienen una ventaja tiene un mayor fundamento en la psicología que en la realidad. El GM Mihai Suba y otros sostienen que algunas veces la iniciativa del blanco desaparece conforme avanza el juego sin una razón evidente. El estilo que prevalece en la actualidad para jugar con las negras es buscar posiciones dinámicas y desequilibradas con un contrajuego activo, antes que meramente tratar de igualar.
Los autores modernos también opinan que las negras tienen ciertas ventajas que contrapesan la ventaja de salida. El consenso de que las blancas deben tratar de ganar puede ser una carga psicológica para el jugador que lleva las blancas el que a veces pierde por esforzarse demasiado en ganar. Más aún, de acuerdo con la teoría de juegos, jugar en segundo lugar puede ser ventajoso porque las blancas tienen que revelar sus intenciones primero. Algunas aperturas son por lo tanto consideradas buenas para las negras pero no tanto para las blancas, porque la jugada extra de las blancas permite a las negras ajustarse con anticipación a las planes de su oponente. Algunas aperturas simétricas (es decir aquellas en las que ambos jugadores hacen las mismas movidas) también pueden llevar a situaciones donde mover primero es una desventaja, ya sea por motivos psicológicos u objetivos.

## Porcentajes ganadores
|                                                   | Blancas ganan | Tablas | Negras ganan | Total con Blancas |
| ------------------------------------------------- | ------------- | ------ | ------------ | ----------------- |
| Torneos 1851–1878                                 | 45.52%        | 14.07% | 40.41%       | 52.55%            |
| Torneos 1881–1914                                 | 36.89%        | 31.76% | 31.35%       | 52.77%            |
| Torneos 1919–1932                                 | 36.98%        | 36.98% | 26.04%       | 55.47%            |
| Torneos global 1851–1932                          | 38.12%        | 30.56% | 31.31%       | 53.40%            |
| New in Chess base de datos 2000                   | N/A           | N/A    | N/A          | 54.8%             |
| ChessGames.com base de datos 2007                 | 36.78%        | 36.58% | 26.64%       | 55.07%            |
| CEGT chess partidas entre programas (40/120) 2008 | 34.7%         | 40.9%  | 24.4%        | 55.2%             |

En 1946, W.F. Streeter examinó los resultados de 5.598 partidas jugadas en 45 torneos internacionales entre 1851 y 1932. Streeter encontró que en total las blancas lograron el 53.4% (G 38.12%; E 30.56%; P31.31%). Las blancas alcanzaron el 52.55% en 1851–78 (G 45.52 E 14.07 P 40.41), 52.77% en 1881–1914 (G 36.89 E 31.76 P 31.35), y 55.47% en 1919–32 (G 36.98 E 36.98 P 26.04). Streeter concluye: «Por lo que parece se ha hecho más difícil ganar con negras pero de alguna manera más fácil empatar».
Fuentes más modernas indican que las blancas ganan aproximadamente de 54 a 56% de los puntos. En 2005, el gran maestro (GM) Jonathan Rowson escribió: «la creencia general es que las blancas comienzan la partida con una pequeña ventaja y, si se mantienen todos los demás factores constantes, superan a las negras por un 56% a 44%». El Maestro Internacional (MI) John Watson escribió en 1998 que las blancas habían logrado un 56% durante la mayor parte del siglo XX pero que esta cifra había bajado recientemente a 55%. El sitio web ChessGames.com mantiene estadísticas frecuentemente puestas al día de su base de datos de partidas. El 8 de agosto del 2007 la base de datos contenía 441.854 juegos. Las blancas ganaron 36.78%, 36.58% fueron empates y las negras ganaron 26.64%, resultando en un total ganador para el blanco de 55.07%.
La publicación New In Chess observó en su Anuario del 2000 que de las 731.740 partidas en su base de datos, las blancas habían logrado el 54.8%; con los dos movimientos de salida más populares, las blancas lograron 54.1% en 349.855 partidas que comenzaron con 1.e4, y 56.1% in 296.200 partidas que comenzaron con 1.d4. La razón principal de que 1.e4 fuera menos efectiva que 1.d4 fue la Defensa Siciliana (1.e4 c5), que dio a las blancas una ventaja de solo 52.3% en 145.996 juegos.
El experto en estadísticas Jeff Zonas, examinando 266.000 partidas jugadas entre 1994 y 2001, concluyó que las blancas logran el 54.1767% más 0.001164 veces la ventaja en puntuación Elo de las blancas, tratando esa ventaja de las blancas como +390 si es mayor que +390, o −460 si es peor que −460. Zonas encontró que la ventaja de salida del blanco es equivalente a 35 puntos de Elo, es decir si las blancas tienen una puntuación de 35 puntos por debajo de las negras, cada jugador tendrá una expectativa del 50% de ganar la partida. Zonas también halló que la ventaja de las blancas es más pequeña (53%) en ajedrez rápido que en partidas jugadas al ritmo más lento llamado "clásico".
Otros autores indican que hay una correlación positiva entre la puntuación Elo de los jugadores y los resultados de las blancas. De acuerdo al GM Evgeny Sveshnikov, las estadísticas muestran que las blancas no tienen ventaja sobre las negras en partidas entre principiantes, pero: «si los jugadores son más fuertes, las blancas tiene la ventaja». Un análisis de los resultados de las partidas en la base de datos de ChessBase Mega 2003 entre jugadores de similar Elo, encargado por el GM András Adorján, mostró que conforme subía la puntuación Elo de los jugadores, el porcentaje de tablas se incrementaba, la proporción de partidas decididas que ganan las blancas crecía y el porcentaje global ganador de las blancas aumentaba. Por ejemplo, tomando la más altas y más baja de las categorías de 1.669 partidas jugadas por los maestros mejor clasificados (puntuación Elo 2700 y más alta), las blancas ganan por un 55.7% global (G 26.5 E 58.4 P 15.2), mientras que de 34.924 partidas jugadas por los ajedrecistas de menor puntuación (Elo por debajo de 2100), las blancas anotaron 53.1% global (G 37.0 E 32.1 P 30.8). Adorján también analizó los resultados de las partidas jugadas al más alto nivel en el Campeonato del mundo de ajedrez. De 755 jugadas en 34 encuentros entre 1886 y 1990, las blancas ganaron 234 (31.0%), empataron 397 (52.6%) y perdieron 124 (16.4%), para un porcentaje ganador para las blancas de 57.3%. En los últimos cinco encuentros en la investigación de Adorján, todos entre Anatoly Karpov y Garry Kasparov, las blancas ganaron 31 (25.8%), empataron 80 (66.7%), y perdieron 9 (7.5%), para un porcentaje ganador total de 59.2% para las blanzas.
La organización Chess Engines Grand Tournament (CEGT) pone a prueba los programas de ajedrez haciéndolos jugar entre ellos, con controles de tiempo de cuarenta movidas en 120 minutos para cada jugador (40/120), y también 40/20 y 40/4, y usa los resultados de esas partidas para compilar resultados para cada control de tiempo. En el control de tiempo más lento (40/120), las blancas han ganado 55.2% (G 34.7 E 40.9 P 24.4) en partidas entre 35 de los programas más fuertes (al 22 de junio del 2008). A 40/20, las blancas han ganado 54.6% (G 37.4 E 34.3 P 28.3) en partidas jugadas entre 160 programas (al 22 de junio del 2008). A control de tiempo más rápido (40/4), las blancas han ganado 54.5% (G 39.5 E 30.0 P 30.5), en partidas jugadas entre 114 programas al 22 de junio del 2008).

## Tablas con juego perfecto

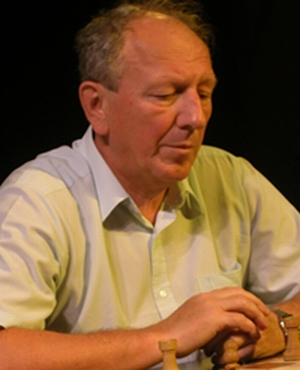
Evgeny Sveshnikov, que en 1994 afirmó que las blancas deben jugar para ganar, y las negras para empatar.

Ya en 1735 el autor inglés Joseph Bertin escribía en su libro de The Noble Game of Chess: «aquel que juega primero se entiende que tiene el ataque». Esto es consistente con la opinión tradicional de que las blancas, por virtud de realizar el primer movimiento, empiezan con la iniciativa, la cual deben de conservar al alcanzar el medio juego, mientras que las negras deben intentar de neutralizar la iniciativa de las blancas y obtener la igualdad. Ya que las blancas empiezan con la iniciativa, un pequeño error de su parte generalmente lleva solo a la pérdida de la iniciativa, mientras que un error similar por parte de las negras puede tener consecuencias más serias. Así, Sveshnikov escribió en 1994: «Los jugadores que conducen las negras no pueden permitirse ni el más ligero error... desde un punto de vista teórico, las tareas de las blancas y las negras en ajedrez son diferentes: las blancas ir por la victoria, las negras por las tablas».
Los estudiosos del ajedrez han debatido por largo tiempo qué tan duradera es la iniciativa del blanco y si, cuando ambos bandos juegan perfectamente, la partida debe acabar en una victoria para las blancas o en tablas. George Walker escribió en 1846 que, «el primer movimiento es una ventaja, ... pero si es contestado adecuadamente, este primer movimiento es de poco valor». Steinitz, el primer campeón mundial, quien es ampliamente considerado el padre del ajedrez moderno, escribió en 1889: «Es ahora aceptado por los expertos que con juego correcto por ambos bandos el resultado legítimo de una partida debe ser el empate». Lasker y Capablanca, ambos campeones mundiales, concuerdan. Reuben Fine, uno de los principales jugadores del mundo de 1936 a 1951, explicaba que la ventaja inicial de las blancas es muy intangible como para ser suficiente para forzar la victoria si no hay un error de las negras.
El punto de vista de que un juego de ajedrez debe acabar en tablas con un juego correcto prevalece. Aunque no puede ser probada, este supuesto es considerado «seguro» por Rowson y «lógico» por Adorján. Watson concuerda con que: «el resultado correcto de una partida de ajedrez perfectamente jugada [...] es un empate[...] Por cierto, no puedo probarlo, pero dudo que se pueda encontrar a un solo jugador experto que esté en desacuerdo[...] Recuerdo a Kasparov, luego de un empate en una partida de última ronda, explicar a los reporteros: 'Bueno, el ajedrez es tablas.' » el campeón mundial Bobby Fischer pensaba que ese era casi definitivamente el caso.
Tanto Lasker como Capablanca temieron que el ajedrez sufriera una «muerte por tablas» ya que los mejores jugadores empataban cada vez más y más sus partidas. Más recientemente, Fischer estuvo de acuerdo, diciendo que el juego se había agotado. Los tres defendían cambiar el Reglamento del ajedrez para minimizar el número de partidas empatadas. Lasker sugirió asignar menos de medio punto por un empate, y más de medio punto por ahogar al rey contrario. Capablanca en los años de 1920 propuso el Ajedrez de Capablanca, una variante del ajedrez jugada en un tablero más grande y con piezas adicionales. Fischer defendía su ajedrez aleatorio, otra variante del ajedrez, en la cual la posición inicial de las piezas se determina al azar (con ciertas condiciones).
En la actualidad algunas de las variantes de apertura más agudas han sido analizadas tan profundamente que frecuentemente son usadas como medios para lograr tablas. Por ejemplo, al más alto nivel, las negras con frecuencia usan el gambito Marshall en la Apertura española, una línea en las que las negras sacrifican un peón a cambio de un fuerte ataque, para llegar a un final donde las negras siguen con un peón de menos pero pueden empatar con juego correcto.
En el 2007, los GMs Kiril Georgiev y Atanas Kolev aseguraron que casi lo mismo era verdad en cuanto a la variante peón envenenado de la Defensa Siciliana, a la que se llega luego de 1.e4 c5 2.Cf3 d6 3.d4 cxd4 4.Cxd4 Cf6 5.Cc3 a6 6.Ag5 e6 7.f4 Db6!?. Esta ha sido considerada por mucho tiempo una de las más águdas, difíciles, o incluso temerarias, líneas de apertura. La partida generalmente continúa 8.Dd2 Dxb2 9.Tb1 Da3. Georgiev y Kolev dicen que 6. Ag5 se ve raramente al más alto nivel porque línea principal de esta variante lleva, con el mejor juego, a un empate por jaque perpetuo. Escriben que la siguiente partida «probablemente permanecerá como la última palabra de la teoría»:
Francisco Vallejo Pons-Kasparov, Moscow 2004: 1.e4 c5 2.Cf3 d6 3.d4 cxd4 4.Cxd4 Cf6 5.Cc3 a6 6.Ag5 e6 7.f4 Db6 8.Dd2 Dxb2 9.Tb1 Da3 10.f5 Cc6 11.fxe6 fxe6 12.Cxc6 bxc6 13.e5 dxe5 14.Axf6 gxf6 15.Ce4 Dxa2 16.Td1 Ae7 17.Ae2 O-O 18.O-O Ta7 19.Tf3 Rh8 20.Tg3 Td7 21.Dh6 Tf7 22.Dh5 Txd1+ 23.Axd1 Da5 24.Rf1 Dd8 25.Dxf7 Dxd1+ 26.Rf2 Dxc2+ 27.Rf3 Dd1+ 28.Rf2 Dc2+ 29.Re3 Ac5+ 30.Cxc5 Dxc5+ 31.Rd2 Df2+ 32.Rc3 Dd4+ 33.Rc2 Df2+ 34.Rc3 1/2–1/2 (Después de 34...Dd4+, las blancas no pueden escapar de los jaques.)
Sin embargo, la evaluación pesimista de Georgiev y Kolev de 6.Ag5 ha sido desde entonces cuestionada, ya que las blancas ha tenido éxito con 10.e5 (otra línea crítica) en numerosas partidas recientes de alto nivel.

## Las blancas ganan

### Las blancas ganan con 1.e4
|       |       |       |       |       |       |       |       |       |  |
|       | a8 rd | b8 nd | c8 bd | d8 qd | e8 kd | f8 bd | g8 nd | h8 rd |  |
| a7 pd | b7 pd | c7 pd | d7 pd | e7 pd | f7 pd | g7 pd | h7 pd |       |  |
| a6    | b6    | c6    | d6    | e6    | f6    | g6    | h6    |       |  |
| a5    | b5    | c5    | d5    | e5    | f5    | g5    | h5    |       |  |
| a4    | b4    | c4    | d4    | e4 pl | f4    | g4    | h4    |       |  |
| a3    | b3    | c3    | d3    | e3    | f3    | g3    | h3    |       |  |
| a2 pl | b2 pl | c2 pl | d2 pl | e2    | f2 pl | g2 pl | h2 pl |       |  |
| a1 rl | b1 nl | c1 bl | d1 ql | e1 kl | f1 bl | g1 nl | h1 rl |       |  |
|       |       |       |       |       |       |       |       |       |  |

Aunque es un punto de vista muy minoritario, tres destacados maestros de ajedrez del siglo XX afirmaron que la ventaja del blanco debería o podría ser decisiva con un juego perfecto. Weaver Adams, por entonces uno de los principales maestros norteamericanos, fue el más conocido partidario de este punto de vista, el cual planteó en su libro de 1939 White to Play and Win (Las blancas juegan y ganan), y que continuó exponiendo en libros y artículos posteriores hasta poco antes de su muerte en 1963. Adams opinaba que 1.e4 era el movimiento más fuerte de las blancas, y que si los dos bandos hacían las mejores jugadas luego, «las blancas deberían ganar».
La afirmación de Adams fue ampliamente ridiculizada. El GM Larry Evans escribió en 1962: «el Sr. Adams y sus compinches pueden ser vinculados a la derecha radical del ajedrez. ... Weaver no se contenta con medianías como la igualdad. Es todo o nada—  lógica derechista, en estado puro».
Adams no tuvo éxito en demostrar la validez de su teoría en sus partidas en torneos y encuentros individuales. Al año siguiente de la publicación de su libro, en las finales del Campeonato abierto de ajedrez de Estados Unidos de 1940, sólo logró un empate en sus cuatro partidas con blancas pero ganó sus cuatro partidas con negras. Adams también perdió un encuentro frente al MI Israel Albert Horowitz, quien jugó las negras en todas las partidas.

Según Sveshnikov, Vsevolod Rauzer, un prominente jugador y teórico soviético durante la década de 1930s, igualmente "afirmó en los [1930s]: '1.e4—y las blancas ganan!' y se las arregló para probarlo con bastante frecuencia." Rauzer y Adams así negaron la famosa frase del prominente jugador hipermoderno Gyula Breyer que dijo que después de 1.e4, «¡la partida del blanco está en sus últimos estertores!».

### Blancas ganan con 1.d4
|       |       |       |       |       |       |       |       |       |  |
|       | a8 rd | b8 nd | c8 bd | d8 qd | e8 kd | f8 bd | g8 nd | h8 rd |  |
| a7 pd | b7 pd | c7 pd | d7 pd | e7 pd | f7 pd | g7 pd | h7 pd |       |  |
| a6    | b6    | c6    | d6    | e6    | f6    | g6    | h6    |       |  |
| a5    | b5    | c5    | d5    | e5    | f5    | g5    | h5    |       |  |
| a4    | b4    | c4    | d4 pl | e4    | f4    | g4    | h4    |       |  |
| a3    | b3    | c3    | d3    | e3    | f3    | g3    | h3    |       |  |
| a2 pl | b2 pl | c2 pl | d2    | e2 pl | f2 pl | g2 pl | h2 pl |       |  |
| a1 rl | b1 nl | c1 bl | d1 ql | e1 kl | f1 bl | g1 nl | h1 rl |       |  |
|       |       |       |       |       |       |       |       |       |  |

Más recientemente, el MI Hans Berliner, un ex campeón mundial de ajedrez por correspondencia, afirmó en su libro de 1999 El sistema que 1.d4 da a las blancas una gran, y probablemente decisiva, ventaja. Berliner afirmó que con buen juego las blancas ganan contra la Defensa Grünfeld, la Defensa Benoni, el Gambito Benko y otras (no especificadas) «principales defensas», y logra por lo menos una gran ventaja en muchas líneas del Gambito de dama declinado. Sin embargo, acepta que «es posible que las reglas del ajedrez sean tales que solo un cierto número de defensas de apariencia plausible ante 1.d4 puedan ser refutadas». Berliner escribió que las teorías de Adams «teorías, aunque vistas con sarcasmo por la mayoría de los principales jugadores, hicieron una inmediata y duradera impresión en mí. Weaver W. Adams fue la primera persona que conocí que efectivamente tenía teorías acerca de como debía ser jugado el ajedrez».

La tesis de Berliner, al igual que la de Adams, ha sido duramente criticada. El MI Jeremy Silman escribió: «la completa locura de las afirmaciones [de Berliner] me ha hecho reir en muchas ocasiones[...] Mi queja es su falta de perspectiva, su sólida convicción acerca de su propio entendimiento profundo del ajedrez y la facilidad con que desestima las ideas y evaluaciones de jugadores que lo superan ampliamente ... en todo aspecto relacionado con el ajedrez.»

## Perspectivas modernas
Como se explica más abajo, los teóricos del ajedrez en décadas recientes han continuado el debate acerca del tamaño y la naturaleza de la ventaja de salida, si es que en efecto existe. Exceptuando a Berliner, han rechazado la idea de que las blancas tienen una victoria forzada a partir de la posición inicial. Muchos también rechazan el tradicional paradigma de que el objetivo de las negras debe ser neutralizar la iniciativa de las blancas y obtener la igualdad.

### Las blancas tienen una ventaja duradera
En 2004, el Gran Maestro Larry Kaufman expresó una opinión más matizada que las de Adams y Berliner, alegando que la iniciativa de la primera jugada siempre puede transformarse en algún tipo de ventaja duradera, aunque no necesariamente decisiva. Kaufman escribe: «no creo que las blancas tengan una victoria forzada en el ajedrez. Creo sin embargo que ya sea con 1.e4 ó 1.d4, el blanco debería ser capaz de obtener algún tipo de ventaja que persista hasta el final. Si el ajedrez se juzgara como el boxeo, con las partidas empatadas asignadas por algún sistema de puntos al jugador que quedó 'más cerca' de ganar, entonces creo que las blancas tendrían en efecto un victoria forzada en teoría».

### ¡Las negras están bien!
Empezando en 1988, Adorján ha argumentado en una serie de libros y artículos que «¡Las negras están bien!» («Black is OK!»). Solitario entre los autores modernos, Adorján alega que las blancas empiezan la partida esencialmente sin ninguna ventaja. Escribe: «en mi opinión, la única ventaja obvia de las blancas es que si juegan para tablas, y lo hacen bien, las negras difícilmente pueden evitarlo sin tomar obvios riesgos». Adorján llega a afirmar que: «el cuento de la ventaja de las blancas es una ilusión, una creencia basada en una psicosis de masas». Rowson escribe que la postura de Adorján: "es una de las más importantes ideas ajedrecísticas de las dos últimas décadas ... ya que ha sacudido nuestra suposición de que las blancas empiezan la partida con alguna ventaja, y revela su naturaleza ideológica". Sin embargo, Rowson rechaza la afirmación de Adorján de que las blancas esencialmente carecen de ventaja, razonando que « 'las blancas están mejor' y 'Las negras están bien' no necesitan ser mutuamente excluyentes».
En uno de los libros de Adorján, el GM Lajos Portisch opina que: «al menos dos tercios de todas las aperturas 'regulares' dan a las blancas una aparente ventaja». Según Portisch, para las negras «la raíz del problema es que muy poca gente conoce cuales son las aperturas en que las negras quedan bien. Aquellos que encuentran esas líneas no tienen nada que temer, ya que: las negras, en efecto, están bien, ¡pero solo en esas variantes!». Rowson considera que este es un punto importante, señalando que: «los que juegan 1.d4  tienen problemas para conseguir cualquier cosa contra las principales líneas de las eslavas y los jugadores que emplean 1.e4  encuentran las sicilianas Najdorf y la Sveshnikov particularmente duras».

### Dinamismo
Los autores modernos frecuentemente piensan del papel de las negras términos más dinámicos que meramente tratar de igualar. Rowson escribe que «la idea de las negras tratando de 'igualar' es cuestionable. Creo que tiene una aplicación limitada en algunas aperturas, antes que ser una receta para las aperturas en general». Evans escribió que después de una de sus partidas con Fischer, «Fischer me confió su 'secreto': a diferencia de otros maestros, el buscaba ganar con las piezas negras desde el principio. La revelación de que las negras tienen oportunidades dinámicas y que no necesitan satisfacerse con la mera igualdad fue el momento decisivo de su carrera, dijo». Igualmente, Watson deduce que Kasparov, cuando juega con las negras, sortea el problema de si las blancas tienen una ventaja de apertura «pensando en términos de la naturaleza concreta del desnivel dinámico en el tablero y buscando hacerse de la iniciativa en cualquier momento que sea posible». Watson observa que «un juego enérgico en la apertura por parte de las negras puede [...] llevar a una posición tan compleja y poco clara que hablar de igualdad no tiene sentido. A veces decimos 'dinámicamente equilibrado' en lugar de 'igual' para expresar el punto de vista de que cualquiera de los jugadores puede salir de las complicaciones con la ventaja. Este estilo de apertura se ha vuelto prevalente en el ajedrez moderno, con campeones mundiales como Fischer y Kasparov como sus más visibles practicantes».
Autores modernos también cuestionan la idea de que las blancas tienen una ventaja duradera. Suba, en su influyente libro de 1991 Dynamic Chess Strategy, rechaza la idea de que la iniciativa pueda ser siempre convertida en una ventaja duradera. Sostiene que a veces el jugador con la iniciativa la pierde sin una explicación lógica y que «a veces la debes perder, sencillamente. Si tratas de aferrarte a ella, forzando el asunto, tu potencial dinámico se extinguirá y no tendrás la capacidad de enfrentar un vigoroso contraataque». Rowson y Watson concuerdan. Watson además observa, «debido a la presunción de que las blancas están mejor, el momento de la partida en que las negras liberan su juego y neutralizan los planes de las blancas con frecuencia ha sido automáticamente asumido como que le significa la igualdad, aun cuando en aperturas dinámicas, la extinción de la iniciativa de las blancas frecuentemente significa que las negras se han hecho de ella con ventaja».

### Ventajas comparativas
Rowson argumenta que tanto las blancas como las negras tienen ciertas ventajas:

#### Ventajas del blanco
|       |       |       |       |       |       |       |       |    |  |
|       | a8 rd | b8    | c8    | d8 qd | e8    | f8 rd | g8 kd | h8 |  |
| a7    | b7 bd | c7 pd | d7    | e7 bd | f7 pd | g7 pd | h7 pd |    |  |
| a6 pd | b6    | c6 nd | d6 pd | e6    | f6 nd | g6    | h6    |    |  |
| a5    | b5 pd | c5    | d5    | e5 pd | f5    | g5    | h5    |    |  |
| a4    | b4    | c4    | d4 pl | e4 pl | f4    | g4    | h4    |    |  |
| a3    | b3 bl | c3 pl | d3    | e3    | f3 nl | g3    | h3 pl |    |  |
| a2 pl | b2 pl | c2    | d2    | e2    | f2 pl | g2 pl | h2    |    |  |
| a1 rl | b1 nl | c1 bl | d1 ql | e1 rl | f1    | g1 kl | h1    |    |  |
|       |       |       |       |       |       |       |       |    |  |

Según Rowson, la principal ventaja del blanco es que: «la ventaja del primer movimiento tiene algunas similitudes con el saque en el tenis. Primero en que las blancas pueden conseguir un punto directo (por ejemplo con una poderosa novedad en la apertura), tienen más control sobre el ritmo y la dirección del juego, y como en el tenis tienen un segundo saque ya que cuando las cosas van mal su posición generalmente no llega a ser perdedora». Segundo, las blancas comienzan con alguna iniciativa, aunque Rowson considera a esta una ventaja más psicológica que posicional, «y si es que llega a ser una ventaja posicional depende de la fuerza relativa de los jugadores». Tercero, algunos jugadores son capaces de usar la iniciativa para «jugar una especie de poderoso ajedrez de 'saque y volea' en el cual las negras son arrasadas con un mezcla profunda de preparación y proezas de ataque». Cuarto, «si las blancas quieren empatar, no siempre es fácil para las negras evitarlo. Esta ventaja es particularmente águda en casos donde hay una posible triple repetición, ya que el blanco puede comenzar la repetición sin comprometerse a empatar y las negras tienen que decidir si cambian la jugada antes de saber si las blancas están haciendo un farol».
Rowson cita como ejemplo de este último fenómeno la bien considerada variante Zaitsev de la apertura Apertura española. Después de 1.e4 e5 2.Cf3 Cc6 3.Ab5 a6 4.Aa4 Cf6 5.0-0 Ae7 6.Te1 b5 7.Ab3 0-0 8.c3 d6 9.h3 Ab7 10.d4 te8 (inicio de la variante Zaitsev), las blancas pueden repetir jugadas una vez con 11.Cg5 Tf8 12.Cf3. esto pone al negro en una situación difícil ya que escoger entre (a) insistir en la Zaitsev con 12[...] Te8, lo que permite a las blancas escoger si quieren empatar por tercera repetición con 13.Cg5 Tf8 14.Cf3, o (b) jugar una movida diferente (y posiblemente inferior) cambiando de 12...Te8.

#### Ventajas de las negras
Rowson alega que las negras también tienen varias ventajas. Primero: «La supuesta ventaja del blanco es también un tipo de obligación de jugar para ganar y las negras pueden usar esto frecuentemente para sacar ventaja». Segundo: «La movida extra del blanco puede ser una carga y a veces las blancas se encuentran en una ligera forma de zugzwang». Tercero, aunque las blancas inician la partida con la iniciativa si las «negras retienen una posición flexible con buenas posibilidades de reacción esta iniciativa puede ser absorbida y frecuentemente se traslada a las negras». Cuarto: «El hecho de que el blanco mueve antes frecuentemente le da al negro información útil». Suba igualmente arguye que la ventaja de las blancas es en realidad menos de una jugada, ya que las blancas deben mostrar sus intenciones primero, permitiendo a las negras reaccionar al plan de las blancas. Suba escribe: «en términos de la teoría matemática de los juegos, el ajedrez es un juego de información completa y ¡la información de las negras siempre es mayor por una movida!».
Rowson también señala que las oportunidades de las negras aumentan significativamente jugando buenas aperturas, que tienden a ser aquellas con flexibilidad y potencial latente, «antes que aquellas que le dan a las blancas objetivos fijos o que tratan de ganar la iniciativa prematuramente». También enfatiza que «el blanco tiene 'la iniciativa', no 'la ventaja'. El éxito con las negras depende en ver más allá de la iniciativa y pensar en las posiciones en términos de 'potencial'».  Estas ideas están ejemplificadas en la Defensa Erizo, un moderno y dinámico sistema usado contra la Apertura inglesa que se puede jugar con diverso orden de movidas. Se llega a una posición típica luego de 1.c4 c5 2.Cf3 Cf6 3.g3 b6 4.Ag2 Ab7 5.0-0 e6 6.Cc3 Ae7 7.d4 cxd4 8.Dxd4 d6 9.e4 a6. Las blancas tienen una ventaja de espacio., mientras que las blancas frecuentemente maniobran sus piezas en las dos últimas filas del tablero, pero el blanco «tiene que vigilar constantemente los posibles golpes liberadores ...b5 y ...d5». Watson dice: «El objetivo de las negras es mantenerse elástico y flexible con muchas opciones para sus piezas, mientras que las blancas pueden quedar paralizadas en algún momento por la necesidad de protegerse contra varias dinámicas rupturas de peones». También observa que: «El blanco tiende a estar tan atado por la actividad latente del negro como el negro mismo está atado por la ventaja de espacio del blanco». Más aún, intentos del blanco de arrollar la posición de las negras frecuentemente rebotan desastrosamente. Un ejemplo se encuentra en la siguiente partida de grandes maestros:
|       |       |       |       |       |       |       |       |    |  |
|       | a8    | b8    | c8 rd | d8 rd | e8    | f8    | g8 kd | h8 |  |
| a7    | b7 bd | c7 qd | d7    | e7 bd | f7 pd | g7 pd | h7    |    |  |
| a6 pd | b6 pd | c6    | d6 pd | e6 pd | f6 nd | g6 nd | h6    |    |  |
| a5    | b5    | c5    | d5    | e5    | f5    | g5    | h5 pd |    |  |
| a4 pl | b4    | c4 pl | d4    | e4 pl | f4 pl | g4    | h4    |    |  |
| a3    | b3 pl | c3 nl | d3    | e3    | f3 nl | g3 pl | h3 pl |    |  |
| a2    | b2 bl | c2    | d2    | e2 ql | f2    | g2 bl | h2    |    |  |
| a1 rl | b1    | c1    | d1 rl | e1    | f1    | g1 kl | h1    |    |  |
|       |       |       |       |       |       |       |       |    |  |

|       |       |       |       |       |       |       |       |    |  |
|       | a8    | b8    | c8 rd | d8    | e8    | f8    | g8 kd | h8 |  |
| a7    | b7 bd | c7    | d7    | e7    | f7    | g7 pd | h7    |    |  |
| a6 pd | b6 pd | c6    | d6    | e6 pd | f6    | g6    | h6    |    |  |
| a5    | b5    | c5 bd | d5 rd | e5 pl | f5    | g5    | h5 ql |    |  |
| a4 pl | b4    | c4    | d4    | e4    | f4    | g4    | h4 pl |    |  |
| a3    | b3 pl | c3    | d3    | e3    | f3    | g3 qd | h3 pl |    |  |
| a2    | b2 bl | c2    | d2    | e2    | f2    | g2 bl | h2    |    |  |
| a1 rl | b1    | c1    | d1    | e1    | f1 rl | g1    | h1 kl |    |  |
|       |       |       |       |       |       |       |       |    |  |